# Ahmednagar (huyện)
Huyện Ahmednagar là một huyện thuộc bang Maharashtra, Ấn Độ. Thủ phủ huyện Ahmednagar đóng ở Ahmednagar. Huyện Ahmednagar có diện tích 17048 ki lô mét vuông. Đến thời điểm năm 2001, huyện Ahmednagar có dân số 4088077 người.